# Man’s Ruin Records
Man’s Ruin Records — независимый звукозаписывающий лейбл, учреждённый Фрэнком Козиком. Первым альбомом, выпущенным на Man’s Ruin стал Experimental Audio Research (EAR): Delta 6. Каталог лейбла огромен: из популярных групп, записывавшихся у Козика, можно выделить The Hellacopters, Nebula, Kyuss, High on Fire, Entombed, Turbonegro, Queens of the Stone Age и The Sex Pistols; из мене популярных — FuckEmos, Soulpreacher, Angelrot и Los Cowslingers. Последней записью, выпущенной лейблом, стала запись Begotten, и в 2002 лейбл был официально закрыт.

## Работа
Man’s Ruin не подписывал контрактов с музыкантами. Выручка с релиза шла 50 на 50 между группами и лейблом. Постеры и обложки альбомов до сих пор очень востребованы, а ограниченные издания винилов постоянно растут в цене по двум причинам: большинство из них были сделаны и пронумерованы самим Фрэнком Козиком, и все записи были изданы тиражом в 5000 тысяч или меньше. Наибольшей популярностью в каталоге Man’s Ruin пользуются записи The Desert Sessions, выпущенные очень ограниченным тиражом на чистом или цветном виниле.
Man’s Ruin специализировался на издании ограниченных EP 10". Часто альбомы выпускались разными наборами. Пример тому — первый релиз Queens of the Stone Age в 1998 году, выпущенный тремя наборами: 2500 чёрных, 300 зелёных, 200 оранжевых/жёлтых (последующие 198 копий на голубом виниле были сделаны непосредственно группой как «tour edition»). Подавляющее большинство записей, выпущенных на лейбле, были цветные.
Изначально дистрибьютором Man’s Ruin в США и Великобритании был лейбл Mordam Records, который ненадолго и неудачно сменил RED Distribution, что стало причиной множества проблем. Международным дистрибьютором был шведский House of Kicks. В отличие от большинства сегодняшний релизов, международный релизы Man’s Ruin не отличались от отечественных. Однако отличия между обложками винилов и CD были не редкостью.

## Закат и падение
Лейбл перестал существовать в конце 2001 после ряда проблем, связанных со сменой дистрибьютора. Спустя несколько месяцев после закрытия, перестал существовать и сайт Man’s Ruin. Вся работа была завершена в 2002 году. После этого Козик ушёл из музыкальной индустрии и начал работать в сфере дизайна виниловых игрушек[уточнить].
Некоторые группы, которые приобрели популярность после работы с Man’s Ruin (такие как Fu Manchu, Turbonegro, Acid King и The Hellacopters), переиздали материалы, записанные у Козика, на других лейблах.